# Puchar Czarnogóry w piłce siatkowej mężczyzn (2023/2024)
Puchar Czarnogóry w piłce siatkowej mężczyzn 2023/2024 – 18. edycja rozgrywek o siatkarski Puchar Czarnogóry od uzyskania przez to państwo niepodległości zorganizowana przez Czarnogórski Związek Piłki Siatkowej (Odbojkaški savez Crne Gore, OSCG). Zainaugurowana została 9 grudnia 2023 roku.
Rozgrywki składały się z ćwierćfinałów, półfinałów i finału. Brały w nich udział zespoły grające w ECPG Superlidze. We wszystkich rundach rywalizacja toczyła się w systemie pucharowym. W ćwierćfinałach o awansie decydowało jedno spotkanie, natomiast w półfinałach w parach rozgrywane były dwumecze.
Finał odbył się 29 marca 2024 roku w hali sportowej Nikoljac w Bijelo Polje. Po raz szósty, jednocześnie szósty raz z rzędu, Puchar Czarnogóry zdobył klub Budva, który w finale pokonał Jedinstvo Bijelo Polje. Najlepszym zawodnikiem (MVP) finału wybrany został Benjamin Hadžisalihović.

## System rozgrywek
Rozgrywki o Puchar Czarnogóry w sezonie 2023/2024 składały się z ćwierćfinałów, półfinałów i finału. Ćwierćfinałowe oraz półfinałowe pary wyłonione zostały w drodze losowania. Losowanie ćwierćfinałów odbyło się 22 listopada, natomiast półfinałów – 12 lutego.
W ćwierćfinałach o awansie w parze decydowało jedno spotkanie. Półfinały grane były w formie dwumeczów. O awansie decydowała liczba zdobytych punktów meczowych. Za zwycięstwo 3:0 lub 3:1 drużyna otrzymywała 3 punkty, za zwycięstwo 3:2 – 2 punkty, za porażkę 2:3 – 1 punkt, natomiast za porażkę 1:3 lub 0:3 – 0 punktów. Jeżeli po rozegraniu dwóch meczów obie drużyny zdobyły taką samą liczbę punktów, rozgrywany był tzw. złoty set grany do 15 punktów z dwoma punktami przewagi jednej z drużyn. Zwycięzcy półfinałów rozegrali jedno spotkanie finałowe o Puchar Czarnogóry. Nie był grany mecz o 3. miejsce.

## Drużyny uczestniczące
W Pucharze Czarnogóry w sezonie 2023/2024 brało udział 6 drużyn, tj. wszyscy uczestnicy ECPG Superligi.
| ECPG Superliga (6 drużyn) | ECPG Superliga (6 drużyn) |
| ------------------------- | ------------------------- |
| Budućnost Podgorica       | półfinał                  |
| Budva                     | zwycięstwo                |
| Galeb Liko Soho Group Bar | ćwierćfinał               |
| Jedinstvo Bijelo Polje    | finał                     |
| Lovćen                    | ćwierćfinał               |
| Mornar Bar                | półfinał                  |

## Rozgrywki

### Ćwierćfinały
| 9.12.2023 20:00 (UTC+1) | Mornar Bar | 3:0 (27:25, 25:19, 25:15) raport statystyki | Lovćen | Sportska dvorana Topolica, Bar Widzów: 30 Sędziowie: Nikola Pejović i Sanja Vujičić |

| 11.12.2023 16:00 (UTC+1) | Galeb Liko Soho Group Bar | 0:3 (18:26, 16:25, 20:25) raport statystyki | Jedinstvo Bijelo Polje | Sportska dvorana Topolica, Bar Widzów: 30 Sędziowie: Sanja Vujičić i Nikola Plamenac |

### Półfinały
|  | Mornar Bar | 0 – 6 | Jedinstvo Bijelo Polje |  |

| 1.03.2024 20:00 (UTC+1) | Mornar Bar | 0:3 (15:25, 17:25, 14:25) raport statystyki | Jedinstvo Bijelo Polje | Sportska dvorana Topolica, Bar Widzów: 50 Sędziowie: Nevena Terzić i Danilo Papović |

| 8.03.2024 19:00 (UTC+1) | Jedinstvo Bijelo Polje | 3:1 (25:15, 25:16, 21:25, 25:23) raport statystyki | Mornar Bar | Sportska dvorana Nikoljac, Bijelo Polje Widzów: 150 Sędziowie: Danilo Papović i Nemanja Radivojević |

|  | Budva | 6 – 0 | Budućnost Podgorica |  |

| 3.03.2024 20:00 (UTC+1) | Budva | 3:0 (25:22, 25:18, 25:21) raport statystyki | Budućnost Podgorica | Mediteranski sportski centar, Budva Widzów: 150 Sędziowie: Sonja Simonovska i Milorad Delić |

| 8.03.2024 18:00 (UTC+1) | Budućnost Podgorica | 0:3 (22:25, 25:27, 26:28) raport statystyki | Budva | Sportski centar Morača, Podgorica Widzów: 100 Sędziowie: Milorad Delić i Sonja Simonovska |

### Finał
| 29.03.2024 20:00 (UTC+1) | Jedinstvo Bijelo Polje | 0:3 (21:25, 24:26, 22:25) raport statystyki | Budva | Sportska dvorana Nikoljac, Bijelo Polje Widzów: 1100 Sędziowie: Sonja Simonovska i Jelena Mitrović |